# Манас (Таласский район)
Манас (кирг. Манас, до 2006 года — Ак-Сай) — село, административный центр (с 2007 г) Таласского района Таласской области Кыргызстана. Административный центр Омуралиевского аильного округа. Код СОАТЕ — 41707 232 859 01 0.

## Население
По данным переписи 2009 года, в селе проживало 4199 человек.